# Нолькен, Эрик Маттиас фон
Барон Эрик Маттиас фон Нолькен (швед. Eric Mathias friherre von Nolcken; 24 мая 1694 — 1755) — шведский дипломат, посол Швеции в России.

## Биография
Родился в 1694 году в Риге в семье полковника Кристофера Рейнхольда фон Нолькена и Ингеборги Кристины фон Стакельберг. Учился в Упсальском университете. В 1715 году поступил на службу во Внешнеполитическую экспедицию в качестве внештатного канцеляриста. Вместе с графом Лилльенстедтом принимал участие в работе Аландского конгресса.
В 1720—1725 и 1726—1730 годах служил секретарём шведского посольства в Берлине, а в 1730 году назначен государственным советником в Померанию.
Когда в 1725 году в российскую столицу был направлен шведский посол Й.Седеръельм, Нолькен в течение года за свой счёт жил в Санкт-Петербурге, собирая сведения о России.
В 1738 году отправлен чрезвычайным послом к российскому двору, сменив на этом посту Й.Диттмера.
В Петербурге Нолькен свёл дружбу с цесаревной Елизаветой Петровной и пытался добиться от неё письменного обязательства вернуть Швеции утраченные во время Северной войны провинции. Взамен он обещал, что Швеция окажет ей помощь в занятии ею российского трона.
С началом русско-шведской войны 1741—1743 годов Нолькен вернулся в Швецию. Поскольку ход войны для Швеции оказался неудачным, в феврале 1742 года он был направлен в Москву с целью заключения мира. В 1743 году после сложных переговоров он вместе с членом риксрода Г. Седеркрёйцем подписал Абоский мирный договор.
В 1744 году назначен статс-секретарём. В 1747 году — барон, гоф-канцлер. С 1750 года служил президентом надворного суда в Йёнчёпинге. Умер в Стокгольме в 1755 году.

## Семья
Состоял в первом браке с Кристиной Маргаретой фон Лоде (с 1731), во втором — с Анной Региной Хурн (Горн) (с 1741). Его сын, Юхан Фредрик, в 1773—1788 годах также был посланником Швеции в России.

## Награды
- Дворянство королевства Швеция (19 декабря 1726, род внесен в рыцарский матрикул королевства Швеция под № 1806)
- Титул барона королевства Швеция (12 декабря 1747, род внесен в рыцарский матрикул королевства Швеция в 1752 году под № 223)
- Орден Полярной звезды, командорский крест (KNO1kl) (16 апреля 1748) с добавлением к гербу девиза «Simplex Recti Cura»